# شركة ديترويت للتصوير الضوئي

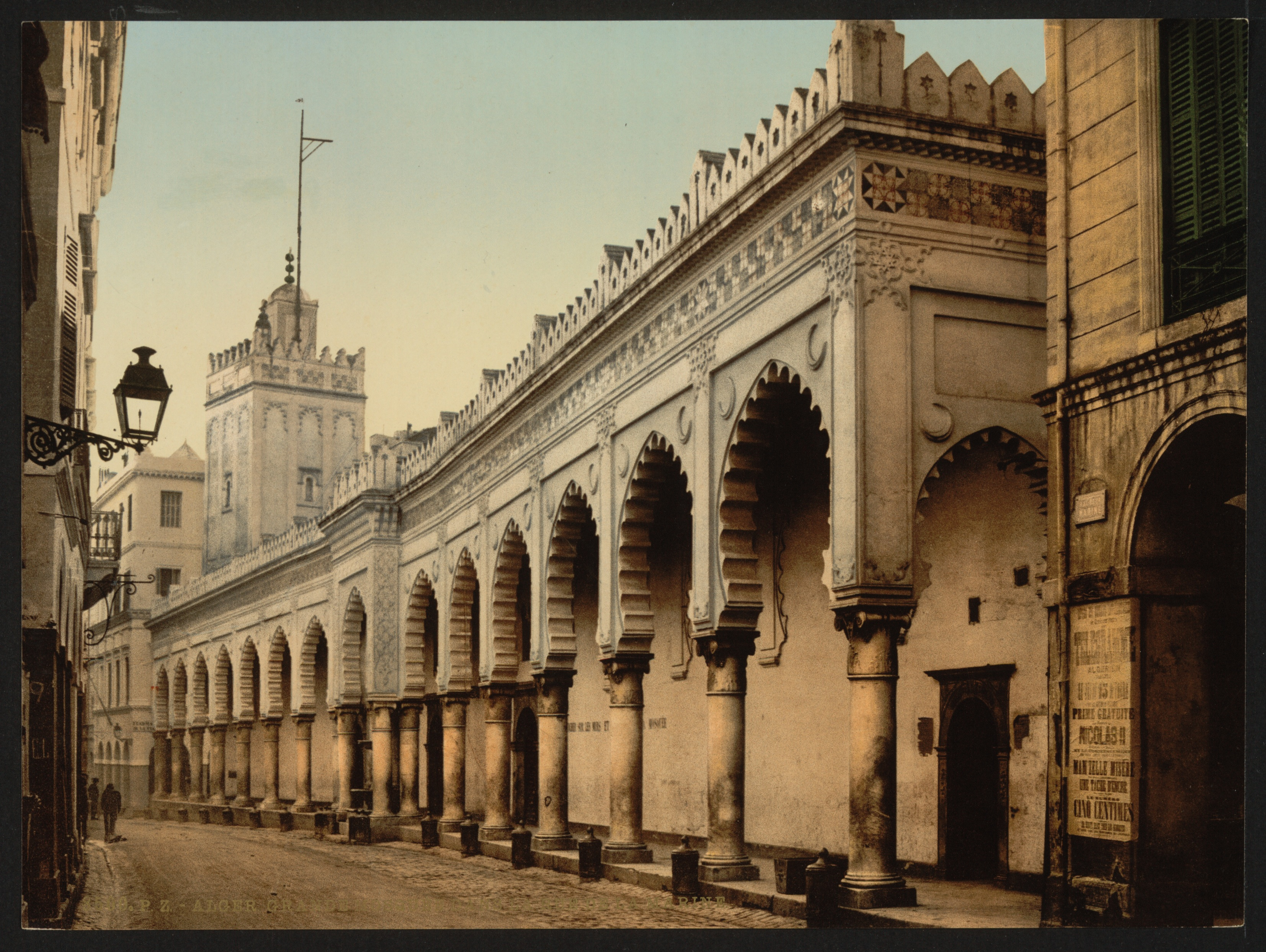
المسجد الكبير في الشارع البحري، الجزائر،1911شركة ديترويت

شركة ديترويت الالفوتوغرافيك كانت من كبريات الشركات التي تعمل في مجال التصوير الفوتوغرافي وأعرقها. تأسست العام 1888 في مدينة ديترويت الأمريكية. وكانت شركة ديترويت تنتج الصور الفوتوغرافية من أجل استخدامها في الكتب والألبومات والمجلات والجرائد والبطاقات البريدية والإعلانات.
مع بدء نشاط الشركة في تزايد من خلال الأعمال القيمة التي أنتجتها شرع رجل الأعمال أ.ليفنغستون مع المصور ادوين ه. هشر في العمل بنوع جديد من التصوير هو التصوير الضوئي.
في العام 1897 ذهب ليفنغستون إلى مدينة زيوريخ السويسرية للحصول على الحقوق الحصرية لاستخدام العملية «الفوتوكرومية» في التصوير لتحويل الصور من الأبيض والأسود إلى صور ملونة وطباعتها بالطباعة الحجرية التصويرية.
دعا ليفنغستون المصور الشهير وليام هنري جاكسون للانضمام إلى شركته كشريك، فقبل العرض وزادت ارباح شركة ديترويت.
بلغت الشركة ذروة نجاحها وهي تجمع اليوم أكثر من اربعين شركة وتنشر في السنة أكثر من سبعة ملايين نسخة.